# Валчимара (Мачерата)
Валчимара је насеље у Италији у округу Мачерата, региону Марке.
Према процени из 2011. у насељу је живело 45 становника. Насеље се налази на надморској висини од 307 м.